# هاني نابلسي
هاني نابلسي (24 يناير 1994 في فلسطين - ) لاعب كرة قدم فلسطيني سابق لعب كمدافع. بدأ لعب كرة القدم وهو بعمر 12 عامًا، عندما كان يسكن في كوكيدال.

## روابط خارجية
- هاني نابلسي على موقع قاعدة بيانات كرة القدم.إي يو (الإنجليزية)
- هاني نابلسي على موقع ناشيونال فوتبول تيمز (الإنجليزية)
- هاني نابلسي على موقع Soccerway.com (الإنجليزية)